# 滝沢信一
滝沢 信一（たきざわ しんいち、1937年（昭和12年）5月16日 - ）は、日本の政治家。元新潟県十日町市長（1期）。

## 来歴
新潟県中魚沼郡十日町（現・十日町市）出身。早稲田大学卒。十日町市議会議員、十日町商工会議所副会頭、滝沢印刷会長などを経て、2001年、十日町市長に当選した。2005年に合併による十日町市が発足、合併直後の市長選挙に立候補したが、元川西町長の田口直人に破れて落選した。